# Autogen
Autogen steht für aus sich selbst entstanden. Der von der Biologie bis zur Technik vielverwendete Begriff setzt sich aus den altgriechischen Wörtern αὐτό (auto) = selbsttätig und γένεσις, (genesis) = Genese, Entstehung zusammen.

## Abgeleitete Begriffe in Biologie und Psychologie
Die Biologie bezeichnet mit Autogenese die Hypothese, wonach das Leben eine innere Tendenz besitzt, sich sinnvoll (aber nicht unbedingt linear) zu entwickeln – siehe auch Teleologie.
In der Psychologie steht Autogenese für eine eigenverantwortliche Lebens- und Selbstgestaltung.
Die Entspannungsmethode Autogenes Training sollte eigentlich Training für autogene Entspannung heißen, weil sie eine innen heraus erzeugte Lockerung lehrt.

## Abgeleitete Begriffe in der Technik
- Das autogene Schweißen durch extreme Erhitzung eines Metalls erhielt seinen Namen, weil die Gasflamme das Schweißbad (die Metallschmelze) gegenüber der umgebenden Luft abschirmt.
- Auch beim autogenen Brennschneiden – das thermische Trennen von Stahl – nimmt das Attribut „autogen“ auf den Vorgang ohne Stoffe von außen Bezug.